# Ларичева Софія Сергіївна
Софі́я Сергі́ївна Ла́ричева (Ларічева) (* 1994) — українська яхтсменка-олімпійка. Володарка Кубка Європи-2015.

## З життєпису
Народилась 1994 року в місті Херсон; вихованка херсонської СДЮШОР № 2. Тренується в місті Миколаїв. Бронзова призерка чемпіонату Європи і срібна призерка Кубка Європи.
Володарка Кубка Європи з вітрильного спорту серед жінок у класі «Лазер-Радіал», що проходив у місті Горн (Нідерланди). Учасниця літніх юнацьких Олімпійських ігор-2010 у категорії «Байт CII». Яхтсменка жіночого одномісного човна олімпійського класу «Лазер Радіал».